# Russell Streiner

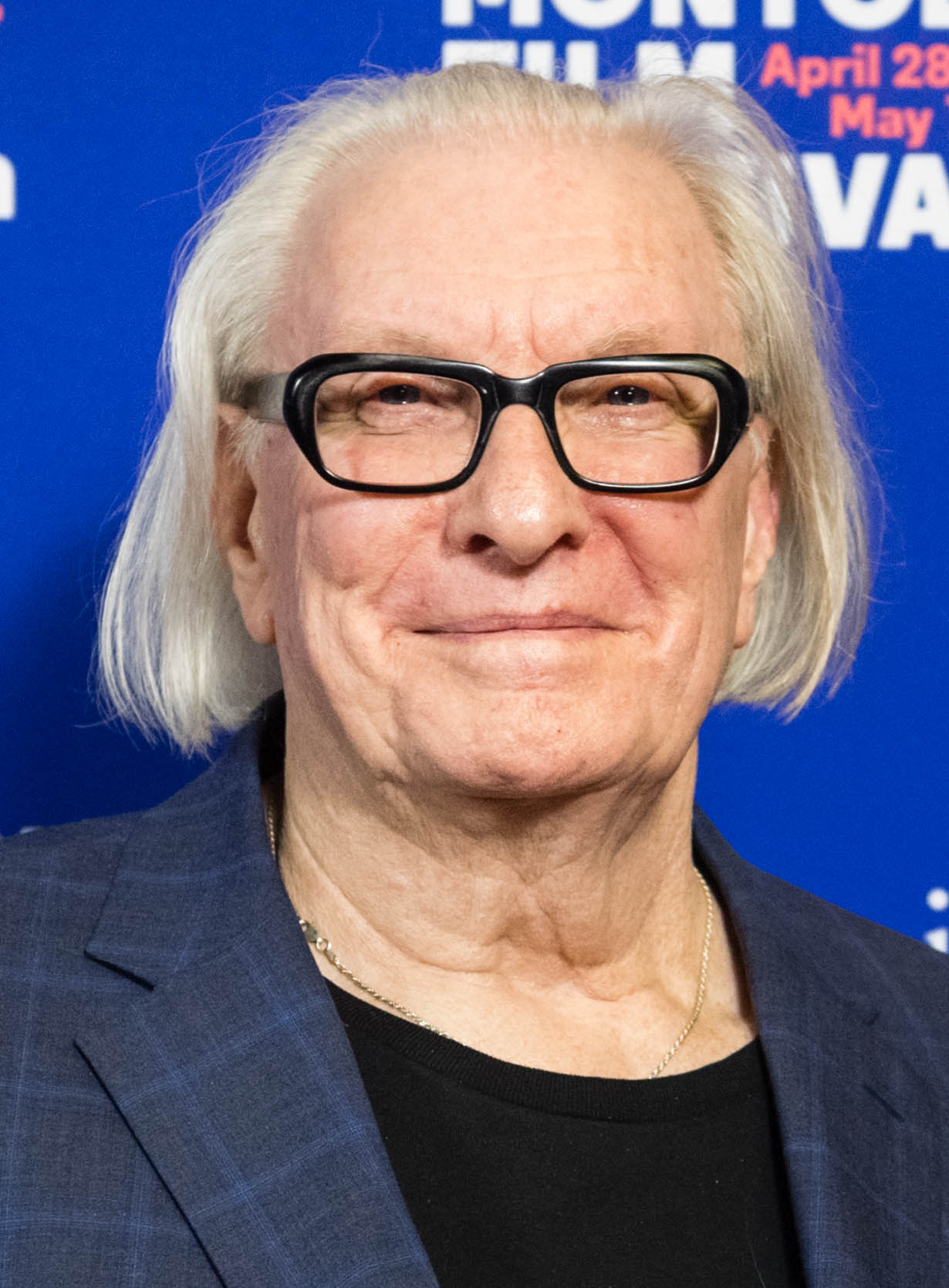
Russell Streiner (2017)

Russell Streiner (* 6. Februar 1940 als Russell William Streiner in Pittsburgh, Pennsylvania, USA) ist ein US-amerikanischer Filmproduzent und Schauspieler.

## Leben
Streiner ist vor allem bekannt durch die Rolle des Johnny in George A. Romeros Horror-Klassiker Die Nacht der lebenden Toten. Neben Karl Hardman, der ebenfalls einen Auftritt im Film hatte, war Streiner einer der Produzenten des Filmes. Auch in den Filmen There’s Always Vanilla, The Booby Hatch und in dem 1990 erschienenen Remake von Tom Savini war Streiner als Produzent tätig. Als einer der Storylieferanten war er 1984 an dem Horrorfilm Verdammt, die Zombies kommen (The Return of The Living Dead) beteiligt.
Er arbeitete mehrere Jahre lang im Bereich Reklame, während er weiter in der Film-, Fernseh-, Geschäfts- und Gesellschaftsproduktion arbeitete. Während seiner Karriere hindurch hat Streiner damit verbracht, Film- und Fernsehproduktionen nach Pennsylvania zu bringen. Er dient außerdem laufend als Vorsitzender in dem Board of Directors im Pittsburgh Film Office (früher bekannt als Pittsburgh Film & Television Office) Streiner hat zudem das Pittsburgh Film Office gegründet. Streiner war auch mit John A. Russo einer der Co-Mentoren am John Russo Movie Making Program im DuBois Business College in DuBois (Pennsylvania).
Streiner hat gelegentlich Auftritte auf Horror-Conventions und unterschreibt dort Autogramme. Heute lebt er in Pittsburgh und hat einen Sohn, zwei Töchter, eine Enkelin und einen Enkel.